# Chambre régionale de commerce et d'industrie Midi-Pyrénées
La chambre régionale de commerce et d'industrie Midi-Pyrénées dont le siège social est situé sur la commune de Blagnac département de la Haute-Garonne au 5, rue Dieudonné Costes. Elle regroupe les chambres de commerce et d'industrie de Midi-Pyrénées.
Elle a pour action le développement économique de la région Midi-Pyrénées au côté des entreprises.

## Mission
À ce titre, elle est un organisme chargé de représenter les intérêts des entreprises commerciales, industrielles et de service de Midi-Pyrénées et de leur apporter certains services. Elle mutualise et coordonne les efforts des 10 CCI de Midi-Pyrénées.
Comme toutes les CRCI, elle est placée sous la tutelle du préfet de région représentant le ministère chargé de l'industrie et le ministère chargé des PME, du Commerce et de l'Artisanat.

### Service aux entreprises
- Création, transmission, reprise des entreprises
- Innovation ARIST
- Formation et emploi
- Services aux entreprises
- Observatoire économique régional
- Études et développement
- Aménagement et développement du territoire
- Environnement et développement durable
- Tourisme
- Appui aux entreprises du commerce
- Performance industrielle
- Appui à l’international
- Emploi et développement des compétences
- Intelligence économique
- Appui aux mutations
- Services à la personne

### Structure interne
Président : Didier Gardinal
Directeur général : Nicolas Girod

## CCI en faisant partie
- chambre de commerce et d'industrie d'Albi - Carmaux - Gaillac
- chambre de commerce et d'industrie de l'Ariège
- chambre de commerce et d'industrie de Castres-Mazamet
- chambre de commerce et d'industrie du Gers
- chambre de commerce et d'industrie du Lot
- chambre de commerce et d'industrie de Millau Sud-Aveyron
- chambre de commerce et d'industrie de Montauban et de Tarn-et-Garonne
- chambre de commerce et d'industrie de Rodez – Villefranche - Espalion
- chambre de commerce et d'industrie de Tarbes et des Hautes-Pyrénées
- chambre de commerce et d'industrie de Toulouse

## Historique
1964 : Création de la CRCI

## Pour approfondir